# 緹坦妮雅

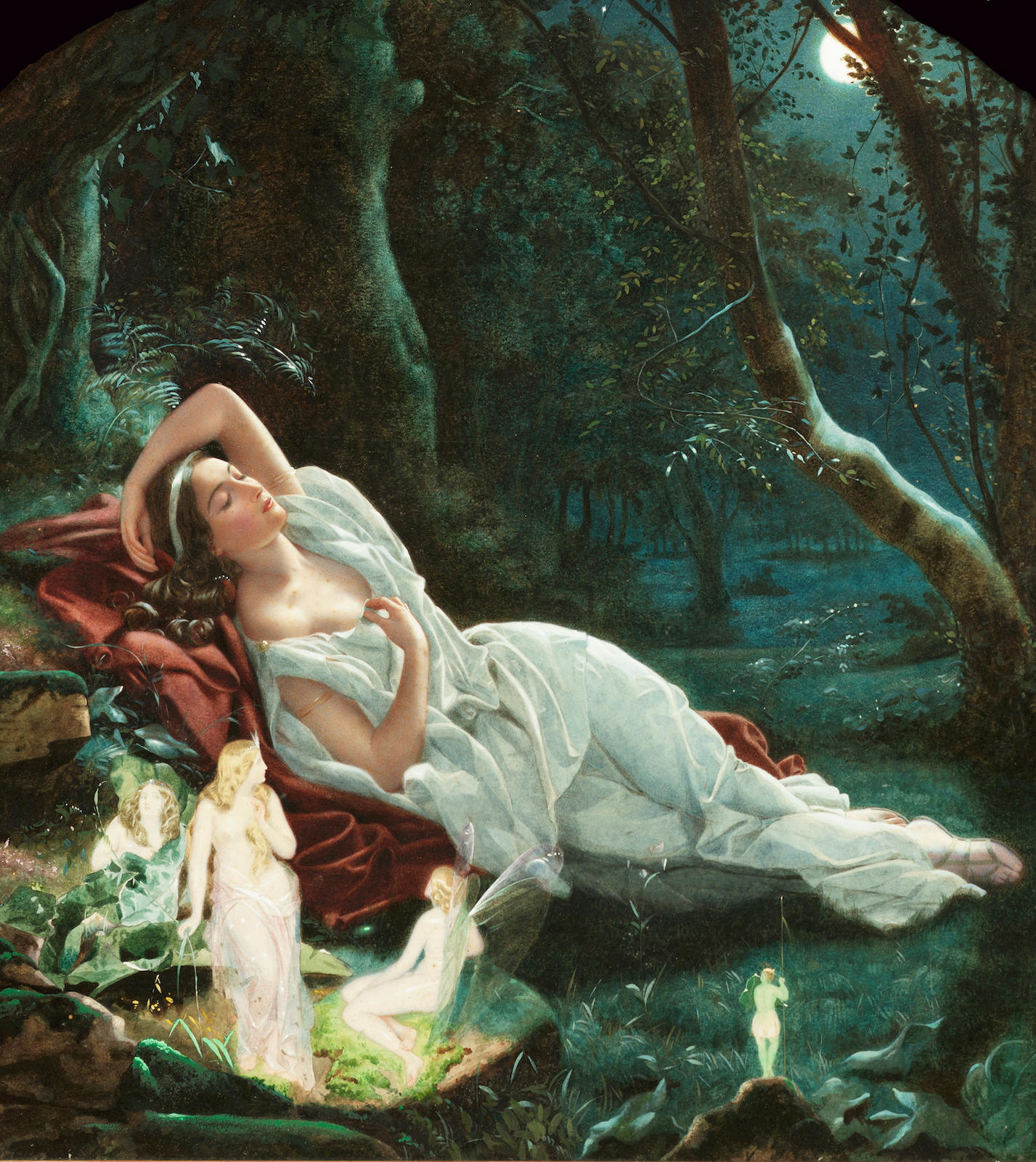
約翰·西蒙斯繪畫的《沉睡的緹坦妮雅》

緹坦妮雅是英國戲劇家威廉·莎士比亚的作品《仲夏夜之夢》中登場的妖精王后。她是妖精王奧伯隆的妻子，有著美麗的外表、魔法能力以及和凡人無異的情感。在後世的奇幻創作中，緹坦妮雅亦時常以妖精王后的身分登場。

## 起源
「Titania」一詞，最初出現羅馬詩人奧維德的作品《變形記》中，是月亮女神黛安娜的別稱，意思是「泰坦之女」。在英格蘭國王詹姆斯一世的《鬼神學》和英國詩人埃德蒙·斯宾塞的《仙后》中，登場的妖精女王都是黛安娜。詹姆斯一世將「Diana」作為「妖精」的代名詞，而《仙后》中的妖精女王則影射伊丽莎白一世女王。在中世紀歐洲民間傳說裡，月神及妖精女王是有關連的。
中世紀時期由於基督教將妖精視為惡魔，當時歐洲人印象中的妖精大部分都很醜陋，但文藝復興時期莎士比亞創作的妖精都外表優美、氣質高雅。莎士比亞亦將他作品中的妖精女王設定成有著迷人的外表及與凡人無異的性格，以貼近當時平民百姓的喜好。他將「緹坦妮雅（Titania）」作為《仲夏夜之夢》中妖精王后的名稱，使其具有「夜之國」的女王的特質。但緹坦妮雅不是黛安娜女神，而是莎士比亞獨創的角色。自《仲夏夜之夢》公演後，緹坦妮雅成為「妖精王后」的代名詞之一，與奧伯隆的夫妻關係亦已明確，並在後世文藝創作中常被引用。
莎士比亞的另一劇作《罗密欧与朱丽叶》中，被提及的妖精女王名叫麥布，她是十七世紀歐洲詩人筆下常見的角色。和緹坦妮雅是不同的妖精，也不是奧伯隆的妻子。

## 仲夏夜之夢

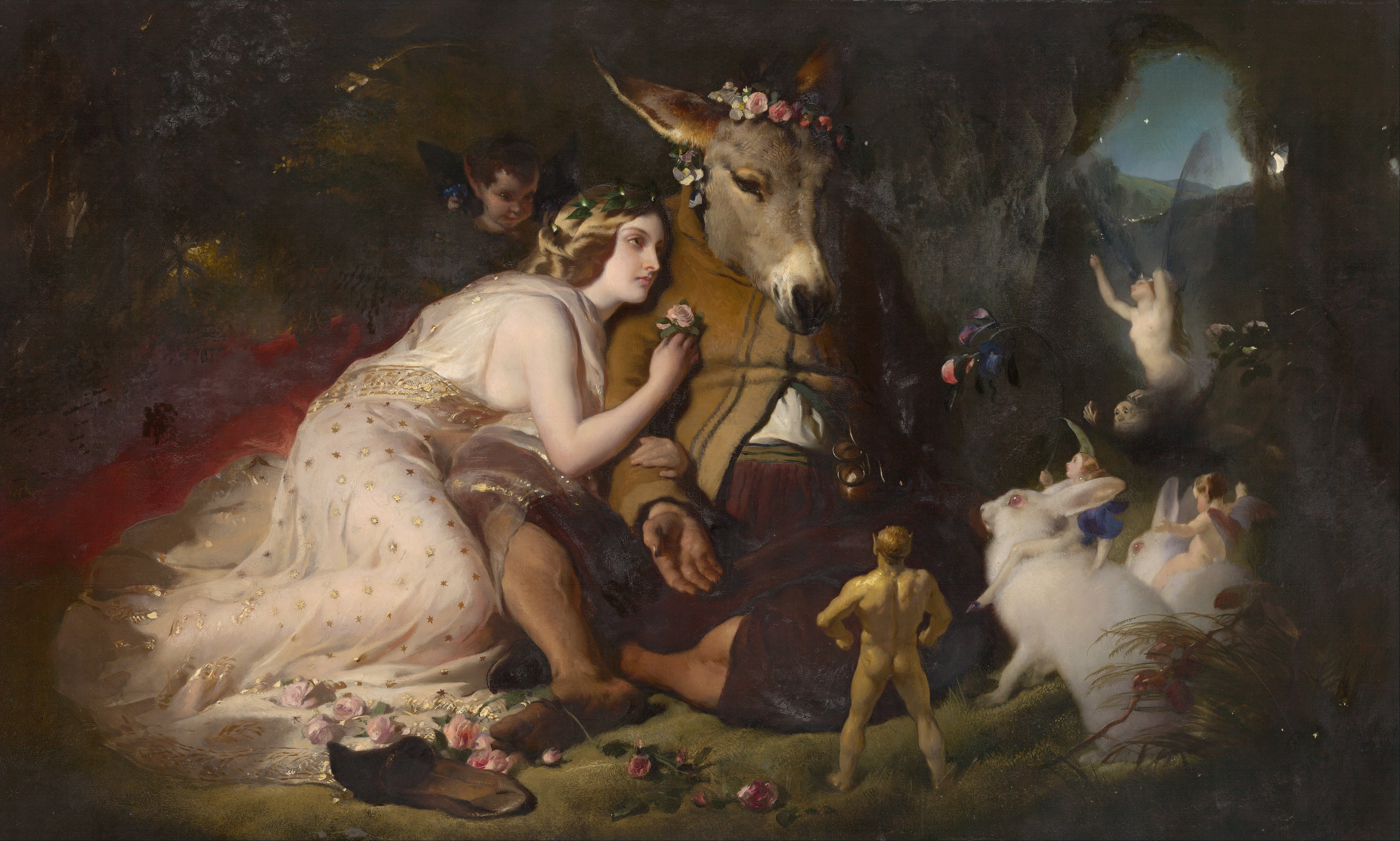
埃德英·藍道西爾繪畫的《緹坦妮雅與波頓》

緹坦妮雅在《仲夏夜之夢》中是個外表美麗、性格高傲的妖精王后。她的丈夫奧伯隆想讓她喜愛的一位人類調換兒成為自己的僕人，但緹坦妮雅不肯。夫妻於是起了爭執，天氣因他們的魔力而產生異變。緹坦妮雅堅持拒絕丈夫的要求後離去，憤怒的奧伯隆決定教訓他高傲的妻子。他交給妖精僕人帕克一種能讓人迷戀上醒來後見到的第一個對象的花朵汁液，命令帕克用此花來對緹坦妮雅惡作劇。帕克於是讓在森林休息的工匠波頓（Bottom）變成驢頭人身的怪模樣，並在熟睡的緹坦妮雅眼皮上滴上花汁。緹坦妮雅醒來後看到波頓，覺得他的驢頭很可愛、向他示愛，並吩咐僕人照顧波頓。而笨拙的波頓則覺得這一切都是一場夢，因此沒有任何回應。後來奧伯隆心生悔意，在緹坦妮雅睡著後解除了她身上的魔咒，並將波頓恢復原樣。緹坦妮雅醒來後感到羞愧，與丈夫和好。
緹坦妮雅在劇中有4位妖精僕人，分別是豌豆花（Peaseblossom）、蜘蛛絲（Cobweb）、小蛾（Mote）、芥末籽（Mustardseed）

## 形象
莎士比亞戲劇中的緹坦妮雅是一位美女，這一形象在後世的文藝創作中被人沿用。緹坦妮雅在奇幻作品中是有著威儀的美麗女王，和丈夫奧伯隆會運用魔力干涉凡人生活、對凡人惡作劇、爭執。
由於維多利亞時期的歐洲人認為妖精是不穿衣服的，因此浪漫主義畫家在創作裸體畫經常以妖精為主題。緹坦妮雅是畫家喜愛的對象，她熟睡或是和波頓示好都是常見的主題。以妖精畫出名的約翰·西蒙斯創作了許多以緹坦妮雅為主角的裸體繪畫，使衣著單薄的裸體美女成為緹坦妮雅的典型形象。相較之下，奧伯隆很少被單獨繪畫。

## 文化影響

### 天文
- 天王星最大的衛星天卫三、主小行星帶的小行星593皆是以緹坦妮雅的名稱命名。

### 地理
- 南極的泰坦尼亞峰是以緹坦妮雅的名稱命名。

### 繪畫

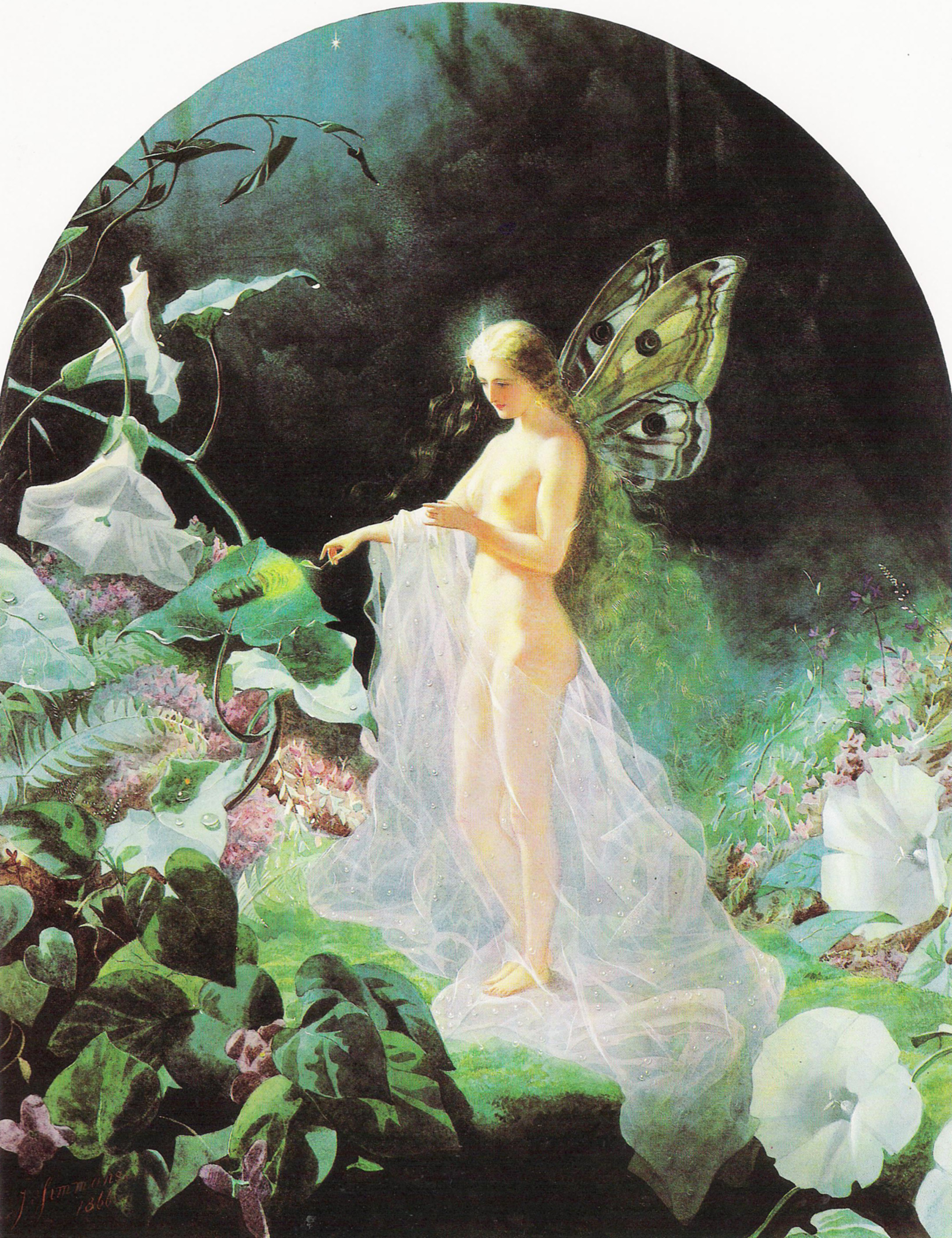
約翰·西蒙斯繪畫的《緹坦妮雅》

- 約翰·西蒙斯（英语：John Simmons (painter)）創作《緹坦妮雅》（Titania）。[1][2][5]
- 勞勃·赫斯基森（英语：Robert Huskisson）的《沉睡的緹坦妮雅》（Titania Asleep）[1][2]
- 理查·戴德（英语：Richard Dadd）的《熟睡的緹坦妮雅》（Titania Sleeping）[1][2]
- 約瑟夫·諾埃爾·佩頓的《奧伯隆與緹坦妮雅的爭執》[5]（The Quarrel of Oberon and Titania）及《奧伯隆與緹坦妮雅言歸於好》[5]（The Reconciliation of Titania and Oberon）[1][2]
- 法蘭西·丹比（英语：Francis Danby）的《月夜的奧伯隆與緹坦妮雅》（Oberon and Titania）[1][2]
- 约翰·亨利希·菲斯利的《緹坦妮雅和波頓》（Titania liebkost den eselköpfigen Bottom）[1][2][5]
- 威廉·布莱克的《Oberon, Titania and Puck with Fairies Dancing》[1][2]
- 埃德英·藍道西爾（英语：Edwin Henry Landseer）的《緹坦妮雅與波頓》（Scene from A Midsummer Night's Dream. Titania and Bottom）[1][2]
- 法蘭西斯·丹比（英语：Francis Danby）的《scenes from a midsummer night dream》[1][2][5]

### 戲劇
- 歌德的《浮士德》劇中，奧伯隆與緹坦妮雅於沃普尔吉斯之夜舉行慶祝金婚的活動。
- 彼得·霍爾在1968年將《仲夏夜之夢》改編成電影，由茱蒂·丹契飾演緹坦妮雅。劇中丹契不穿衣服，全身塗滿綠色油漆。此電影有「嗑了藥的莎士比亞」的評價。[6]
- 彼得·布魯克的《仲夏夜之夢 (1970)（英语：RSC production of A Midsummer Night's Dream (1970)）》，由莎拉·蓋茲曼（英语：Sara Kestelman）飾演緹坦妮雅。劇中緹坦妮雅坐著鞦韆自空中降落到舞台。[1][2][6]
- 黛安·鮑魯斯（英语：Diane Paulus）和藍狄·溫納（英语：Randy Weiner） 聯合導演的《驢子秀：仲夏夜之迪斯可（英语：The Donkey Show (musical)）》，緹坦妮雅在劇中是舞者。[6]

### 樂曲
- 亨利·普賽爾著作的《妖精女王（英语：The Fairy-Queen）》。[1][2][6]

### 文學
- 蘇格蘭作家安德鲁·朗格的《「誰都不是」公主》（The Princess Nobody: A Tale of Fairyland: Fairytale Classic）中的妖精都是來自奧伯隆和緹坦妮雅的國度。[1][2]
- 在英國作家賽門·葛林（英语：Simon R. Green）的小說《夜城系列》及《影子瀑布》（Shadows Fall）中，奧伯隆和緹坦妮雅是精靈一族的統治者。
- 日本川原礫的輕小說《刀劍神域》中妖精之舞單元的女主角亞絲娜曾被稱為「蒂塔妮亞」。

### 漫畫
- 在尼爾·蓋曼的《睡魔》中，莎士比亞創作《仲夏夜之夢》的靈感來源是希臘夢神摩耳甫斯提供的，且奧伯隆和緹坦妮雅有現身觀賞演出。蓋曼的另一作品《魔法之書（英语：The Books of Magic）》中，緹坦妮雅曾試圖讓主角提姆成為她的僕人。[7]
- 真島浩的《魔導少年》中女主角之一的艾爾莎·史卡雷特，別名為「妖精女王」。
- 《魔法使的新娘》：該作中的提尔纳诺另稱「常青之國」，由妖精國王奧伯隆與妖精女王媞坦妮亞統治。

## 註解
1. ↑  又譯泰坦妮亞、提泰妮婭
2. ↑  又譯「仙后」
3. ↑  羅馬的黛安娜女神原形是希臘神話的阿狄蜜絲，而阿狄蜜絲和其家族都是泰坦的後代。